# Anoreksija
Anoreksija ali neješčnost pomeni pomanjkanje ali izguba teka. Odpor do hrane spremlja občutek gnusa in je simptom številnih bolezni. Pogosto se pogovorno uporablja beseda anoreksija za nervozno anoreksijo (živčno hujšanje), ki kot tudi bulimija spada med motnje hranjenja. Za osebo, ki boleha za anoreksijo nevrozo je značilno, da pretirano nadzira svoje hranjenje. Zavrača vse vrste hrane, še posebej visoko kalorično hrano, za katero oseba meni, da je redilna. Značilen je odpor ob gledanju visoko kalorične hrane. Pri tem ne izgubi apetita, ampak lahko omeji količino zaužite hrane vse do stradanja, ker se boji, da bi se zredila. Povečana občutljivost na gnus v tem obdobju pripomore k povečanemu izogibanju hrani. Anoreksična oseba ves čas misli na hrano, zbira kuharske recepte, sešteva kalorije, pripravlja hrano za druge, pri čemer se sama hrane niti ne dotakne, v pogostih primerih poleg tega, da zatre občutek lakote, še pretirano telovadi, tudi do več ur na dan. V večini primerov se bolezen pojavi v adolescenčnem obdobju, ni pa nujno. Pogosto sledi nekemu sprožilnemu dogodku, ki je lahko izguba ljubljene osebe, daljša odsotnost od doma in podobno. Najpogosteje se pojavi med 14. in 18. letom starosti.

## Vzroki
Neješčnost se pojavlja kot simptom pri številnih boleznih, na primer pri okužbah, raznih vrstah rakov, dolgotrajni zlorabi mamil ali pa je neješčnost čisto psihičnega izvora; največkrat je to strah pred povečano telesno težo.

## Terapija
Terapija anoreksije pomeni odpravo vzroka, torej mora zdravnik najprej poiskati le-tega. Šele nato se zdravljenje zares prične.